# Epitausa
Epitausa is een geslacht van vlinders van de familie spinneruilen (Erebidae), uit de onderfamilie Calpinae.

## Soorten
- E. adelpha Felder, 1874
- E. atriplaga Walker, 1858
- E. coppryi Guenée, 1852
- E. dilina Herrich-Schäffer, 1858
- E. ferogia Schaus, 1906
- E. flagrans Walker, 1869
- E. hermesia Schaus, 1906
- E. laetabilis Walker, 1856
- E. livescens Guenée, 1852
- E. lurida Butler, 1879
- E. modesta Schaus, 1914
- E. obliterans Walker, 1858
- E. olivescens Schaus, 1913
- E. pallescens Schaus, 1901
- E. patagonica Guenée, 1852

- E. pavescens Butler, 1879
- E. perseverans Walker, 1858
- E. phanerosema Hampson, 1926
- E. rubrifusca Schaus, 1911
- E. rubripuncta Guenée, 1852
- E. subinsulsa Dognin, 1912
- E. venefica Möschler, 1880
- E. violascens Hampson